# Eudonia hiranoi
Eudonia hiranoi là một loài bướm đêm trong họ Crambidae.